# Benedyktyni
Benedyktyni, Zakon Świętego Benedykta (łac. Ordo Sancti Benedicti, używany skrót: OSB) − najstarszy katolicki zakon mniszy na Zachodzie, założony w 529 roku przez św. Benedykta z Nursji. Dzieli się na gałęzie:
- męską – mnichów;
- żeńską – mniszki;
- laikat – oblatów, wiernych świeckich obojga płci, zrzeszonych przy opactwach benedyktyńskich i żyjących według Reguły św. Benedykta w świecie.

Słynne motto zakonu, przypisywane założycielowi, brzmi: Ora et labora (Módl się i pracuj), zaś hasłem przewodnim jest: Ordo et pax (Ład i pokój) oraz Aby we wszystkim Bóg był uwielbiony − Ut in omnibus glorificetur Deus (RB 57,9). 
W sprawowaniu liturgii godzin benedyktyni posługują się własnymi księgami liturgicznymi, innymi od rzymskich (obrządek monastyczny).
Opactwa benedyktyńskie są niezależne jurysdykcyjnie od jakichkolwiek wyższych władz zakonnych, chociaż mogą łączyć się w kongregacje. Kongregacje i niezależne opactwa tworzą Konfederację Benedyktyńską. Istnieją także kongregacje i opactwa nie będące członkami Konfederacji. 
Mnisi ślubują:
- stałość (stabilitas),
- obyczaje monastyczne (conversatio morum),
- posłuszeństwo (oboedientia) wobec Reguły.

Benedyktyni przyczynili się do rozwoju kultury europejskiej, prowadzą słynne szkoły i zajmują się ogrodnictwem i zielarstwem. Zapoczątkowali zwyczaje mszy gregoriańskich, chorału gregoriańskiego, pielęgnują piękno liturgii jako Służby Bożej i najważniejszej czynności Kościoła. Przyczynili się do apostolstwa świeckich w Kościele poprzez instytucję oblatów benedyktyńskich, którzy stali się pierwowzorem dla późniejszych świeckich „trzecich zakonów”. Nadal produkują na bazie własnej recepty likier z 40 ziół, zwany benedyktynem. Pierwsi produkowali go zakonnicy francuscy w klasztorze w Fécamp (Normandia).

## Historia

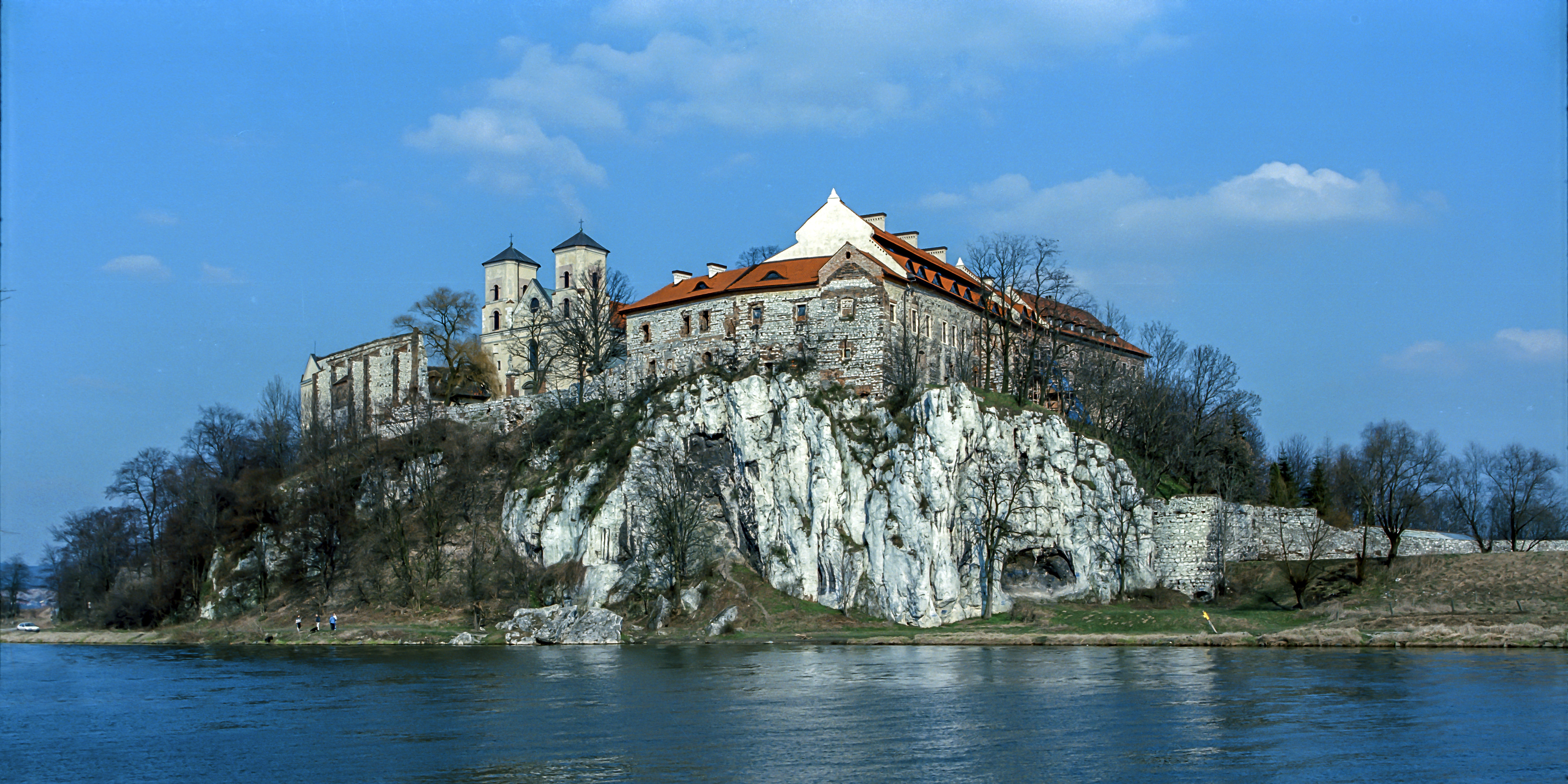
Opactwo benedyktynów w Tyńcu w Krakowie

Pierwsze opactwo, założone na wzgórzu Monte Cassino we Włoszech, istnieje do dziś. Posiada najstarszą bibliotekę w Europie, a jego scriptorium, w którym przepisywano ręcznie manuskrypty, należy do najcenniejszych zbiorów z okresu średniowiecza. W czasie II wojny światowej klasztor został zbombardowany przez wojska amerykańskie, w rezultacie czego wiele cennych dzieł zostało zniszczonych lub zaginęło. U podnóży wzgórza klasztornego toczyły się zacięte walki. Został on zdobyty 18 maja 1944 przez polską armię generała Władysława Andersa (2 Korpus Polski). Dziś znajduje się tam jeden z największych polskich cmentarzy wojskowych poza granicami kraju. Po wojnie klasztor odbudowano.
W Polsce benedyktyni są obecni prawdopodobnie od XI wieku. Obecnie istnieją klasztory w Starym Krakowie, Tyńcu, Biskupowie i Lubiniu. Dawne opactwa znajdują się między innymi w Mogilnie, Trzemesznie, Łęczycy oraz na Świętym Krzyżu (Łysej Górze) i w Opactwie. W średniowieczu prężny klasztor benedyktynów znajdował się w Płocku; w kręgu jego i katedry płockiej spisywano pieśni w języku polskim. Benedyktyni zajmują się pracą naukową i rekolekcyjno-duszpasterską – pod kierunkiem benedyktynów tynieckich dokonano przekładu Biblii, nazwanego Biblią Tysiąclecia.

## Znani członkowie Zakonu Świętego Benedykta

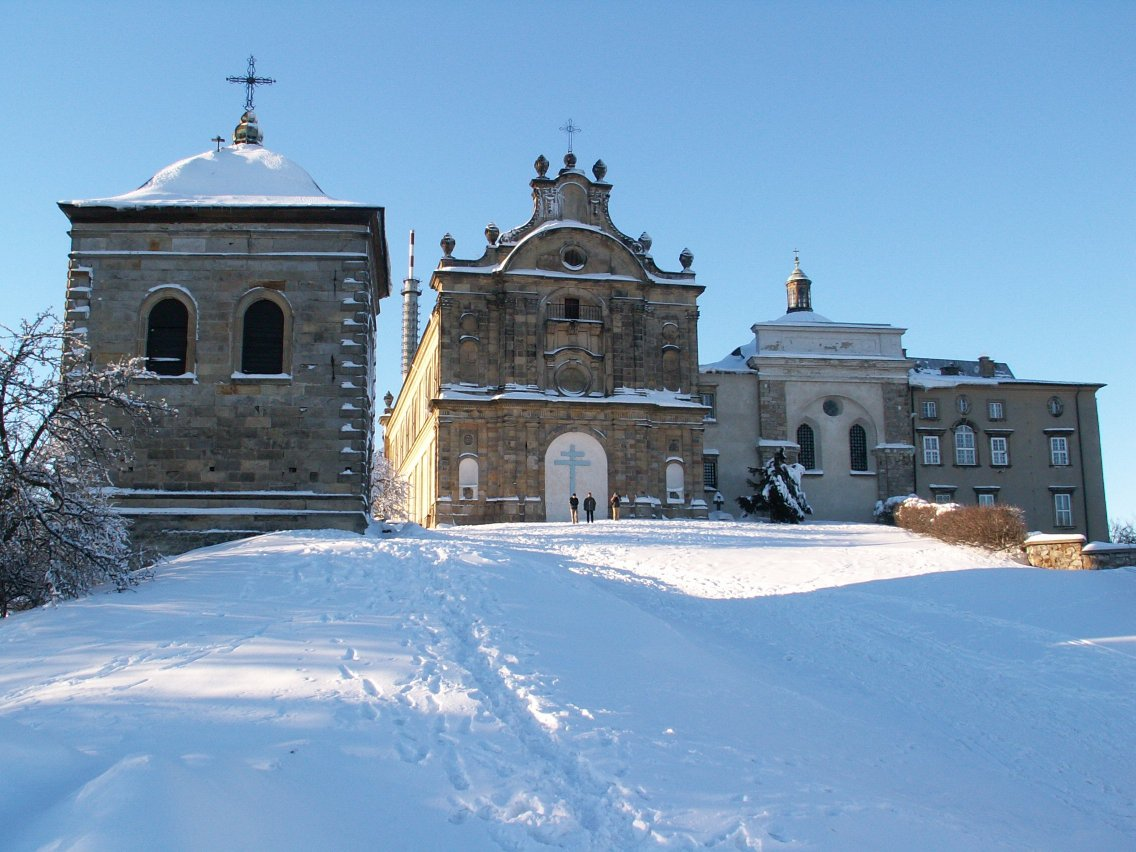
Klasztor na Świętym Krzyżu (Łysej Górze)

Członkami zakonu było 11 papieży oraz kilkuset świętych, błogosławionych, biskupów, uczonych kościoła, m.in.
- Benedyktyni mnisi: św. Benedykt z Nursji – założyciel monastycyzmu zachodniego, patron mnichów benedyktyńskich, patron Europy, św. Grzegorz I Wielki, papież, benedyktyn i biograf św. Benedykta z Nursji, św. Maur opat, św. Placyd mnich, św. Anzelm z Canterbury, św. Bonifacy-Winfrid, św. Romuald, św. Wojciech, św. Bruno z Kwerfurtu, Piotr Abelard, Alkuin i Paweł Diakon, S. B. Bernard z Wąbrzeźna.
- Benedyktynki mniszki: Święta Scholastyka – bliźniacza siostra św. Benedykta z Nursji, patronka mniszek benedyktyńskich, św. Hildegarda z Bingen, Doktor Kościoła, św. Gertruda Wielka z Helfty, św. Mechtylda z Magdeburga (z Helfty), św. Mechtylda z Hackeborn, św. Adela z Pfalzel, S. B. Magdalena Mortęska.
- Oblaci benedyktyńscy: św. Franciszka Rzymianka – patronka oblatów benedyktyńskich, św. Tomasz Becket, św. Oliver Plunkett, bł. Hanna Chrzanowska, Elena Cornaro Piscopia, Joris-Karl Huysmans, Dorothy Day, Jacques Maritain, Raïssa Maritain, Walker Percy, Anna Świderkówna, Joseph Ratzinger – Benedykt XVI.

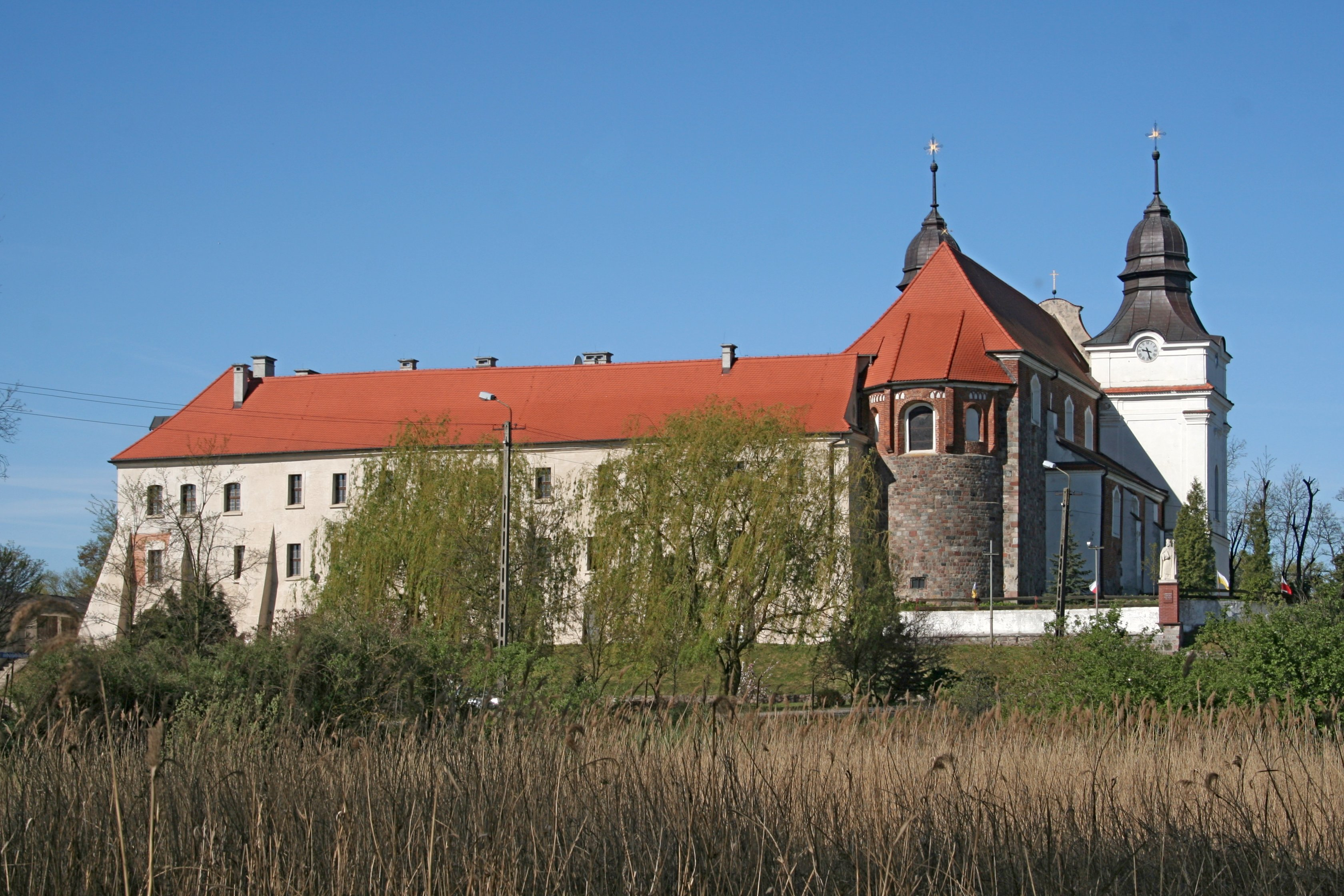
Dawny klasztor benedyktynów w Mogilnie

## Benedyktyni i ubóstwo
Zakon benedyktyński kultywuje ubóstwo; należy opuścić wszystko, by całkowicie oddać się Bogu. Nie chodzi o to, by utożsamić się z tymi, którzy nic nie posiadają, lecz o to, by lepiej ich zrozumieć. Ubóstwo polega na bezgranicznym zaufaniu Bogu, gdyż jeśli pozbędziemy się wszystkiego, jedynym zabezpieczeniem będzie Chrystus, nie pozostanie już nic prócz wiary, że Pan zaopiekuje się swymi dziećmi i nie pozwoli im zginąć. Ubogi nie jest narażony na pokusy samowystarczalności, gdyż nie posiada niczego, co mogłoby mu wystarczyć. Benedyktyni poprzez ubóstwo pragnęli upodobnić się do Jezusa i go naśladować. Dobra doczesne są nic niewarte, gdyż prawdziwy skarb jest w niebie. Pragnęli posiadać tylko tyle, ile zaspokaja ich rzeczywiste potrzeby, resztę rozdawali, nie martwiąc się o jutro, gdyż bezgranicznie ufali Bogu. Jeszcze do niedawna benedyktyni kultywowali praktykę – „2 benedyktynów je z 1 miski, tak aby starczyło dla biedaka”.

## Wyroby benedyktynów
Zwyczaj uprawy przez benedyktynów w klasztornych ogrodach ziół leczniczych zaowocował wieloma do dziś popularnymi i skutecznymi mieszankami ziołowymi.
Także oparty na stanowiącej tajemnicę zakonu recepturze sławny likier ziołowy „Benedictine” został wynaleziony w benedyktyńskim klasztorze Fécamp we Francji przez XVI-wiecznego zakonnika Don Bernardo Vincelliego. Likier ten, oparty na nalewce z ponad 40 ziół i korzeni, produkowany był aż do spustoszenia klasztoru w czasie rewolucji francuskiej. W poł. XIX wieku produkcja została wznowiona w oparciu o oryginalną recepturę przez handlarza win Alexandre’a Le Grande’a. Dziś likier produkowany jest również w klasztorze, ale już w niewielkich ilościach.
Benedyktyni produkują także inne produkty spożywcze, wytwarzane według starych, zakonnych receptur (np. miody, smalce).

## Językoznawstwo
Związek frazeologiczny „praca benedyktyńska” oznacza pracę cechującą się pietyzmem, dokładnością, wytrwałością, jak i niekiedy żmudnością.

## Benedyktyni w Kościołach innych niż rzymskokatolicki
Wspólnoty benedyktyńskie występują również poza Kościołem rzymskokatolickim, są to m.in.
- w Kościołach starokatolickich: Wspólnota Dobrego Pasterza[5] oraz Benedyktyni Bożej Mądrości[6] (Ekumeniczna Wspólnota Katolicka);
- w Kościołach ewangelickich: Wspólnota Casteller Ring[7] (Kościół ewangelicki w Niemczech), Przeorat Św. Wigberta[8] (Wspólnota ewangelicka i ekumeniczna);
- w Kościołach anglikańskich: Zakon Świętego Krzyża (Kościół episkopalny), Opactwo Alton[9] (Kościół Anglii);
- w Kościołach prawosławnych: Opactwo Zaśnięcia Bogurodzicy w Eisbergen[10].